# Mikołaj Zebrzydowski

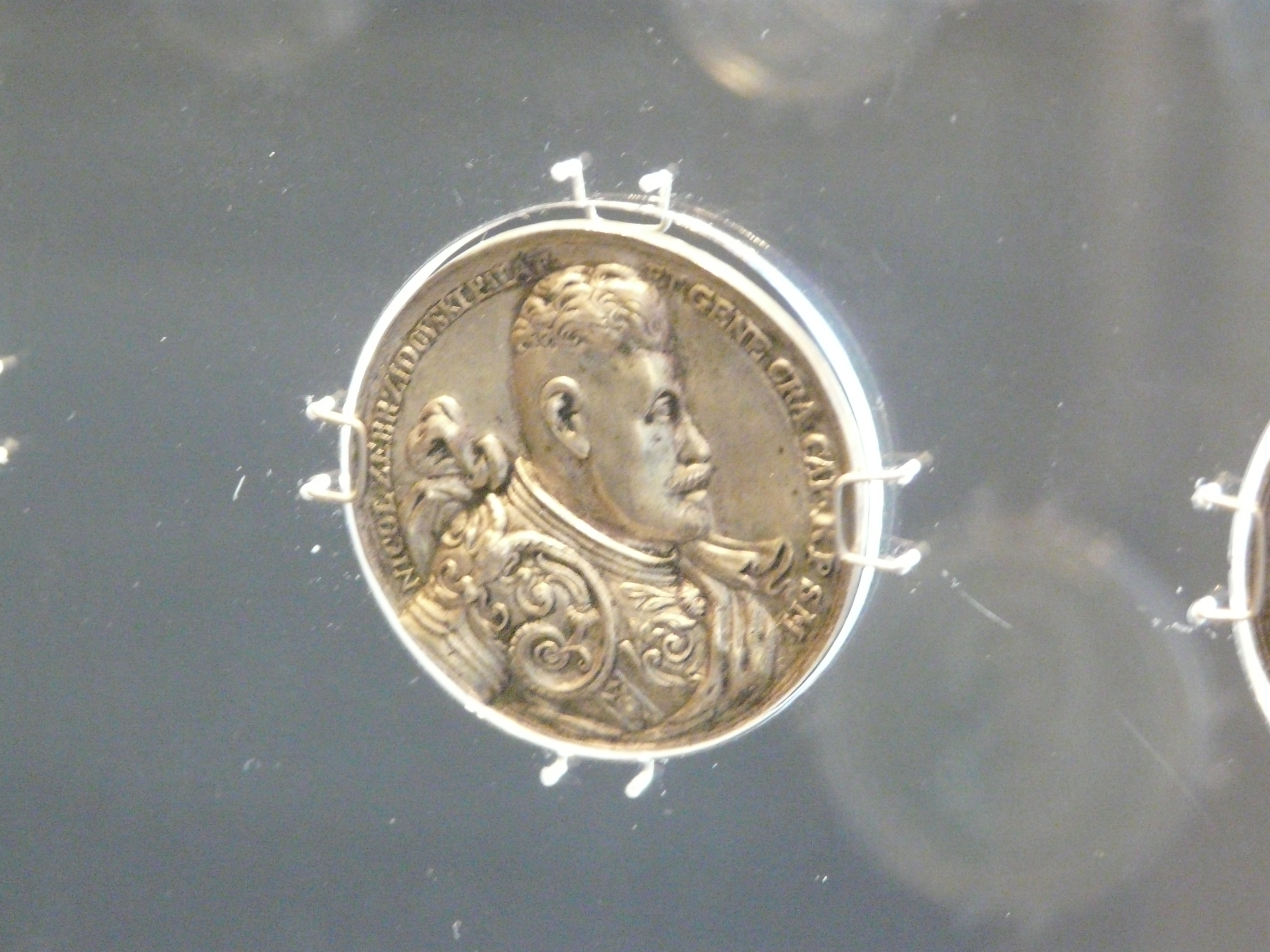
Medal Zebrzydowskiego, z ok. 1600–1620 r.

Mikołaj Zebrzydowski herbu Radwan (ur. 1553, zm. 17 czerwca 1620) – wojewoda krakowski od 1601 roku, marszałek wielki koronny w 1597 roku, wojewoda lubelski w 1589 roku, marszałek Trybunału Głównego Koronnego w 1595 roku, starosta generalny krakowski od 1585 roku, starosta stężycki w latach 1582–1588, starosta rycki w latach 1585–1620, starosta lanckoroński w latach 1590–1598, starosta śniatyński w latach 1596–1620, starosta bolesławski, starosta szadkowski w 1588 roku, rotmistrz wojska powiatowego województwa krakowskiego w 1589 roku.

## Życiorys
Syn Floriana Zebrzydowskiego i Zofii Dzikówny z Pierśni, brat Jana.
W latach 1560–1569 uczył się w Kolegium Jezuitów w Braniewie, skąd wyniósł dobre wykształcenie oraz głęboką pobożność. Brał udział w wojnie Stefana Batorego z Gdańskiem w 1576 oraz walkach z Carstwem Rosyjskim. 
Poseł na sejm 1582 roku z województwa lubelskiego.
Związał się w tym czasie z obozem kanclerza Janem Zamojskim, stając się z czasem politycznym oponentem Zygmunta III Wazy. W 1585 został starostą generalnym krakowskim. Był marszałkiem sejmiku województwa krakowskiego w 1587 roku.  Poseł na sejm pacyfikacyjny 1589 roku z województwa krakowskiego. W 1589 roku był sygnatariuszem ratyfikacji traktatu bytomsko-będzińskiego na sejmie pacyfikacyjnym. W 1589 roku został wojewodą lubelskim, a w latach 1601–1620 był wojewodą krakowskim. W latach 1596–1600 był marszałkiem wielkim koronnym.
Po śmierci Zamoyskiego w 1605 r. stanął na czele opozycji przeciw Zygmuntowi III Wazie. W kwietniu 1606 roku uczestniczył w zjeździe w Stężycy i stanął na czele rokoszu przeciwko królowi.  
W czerwcu 1606 uczestniczył w zjeździe pod Lublinem. 7 października 1606 roku podpisał z królem ugodę pod Janowcem. Mimo ugody wziął udział w drugiej fazie rokoszu i 24 czerwca 1607 roku podpisał pod Jeziorną akt detronizacji Zygmunta III Wazy. W 1606 roku rokosz został stłumiony w wyniku bitwy stoczonej w lipcu 1607 roku pod Guzowem. 
Po klęsce rokoszu odsunął się od życia politycznego i coraz częściej, zwłaszcza w latach po śmierci żony, spędzał czas w klasztorze. Ze względu na znaną w całym kraju pobożność miał znakomite kontakty z Rzymem (Stolicą Apostolską). Pod wpływem dzieła holenderskiego teologa Christiana Adrichomiusza, opisującego Jerozolimę w czasach Chrystusa, postanowił w 1602 ufundować Kalwarię Zebrzydowską.
Jako senator był obecny na sejmach: 1603, 1605, 1607, 1609, 1613 (I) i 1615 roku.
Żonaty z Dorotą Herburtówną, córką Jakuba i Elżbiety z Czuryłów. Miał czworo dzieci, z których Anna, najstarsza córka wstąpiła (1603) do klasztoru Bernardynek św. Agnieszki w Krakowie i przyjęła imię Ludgarda; Gryzelda wstąpiła w 1614 r. do klasztoru Karmelitanek bosych w Krakowie, w którym żyła jako Teresa od Świętych; trzecia córka Zofia wyszła za mąż (1608) za Macieja Smoguleckiego, starostę bydgoskiego, a po jego śmierci – za Stanisława Niemojewskiego, kasztelana chełmińskiego. Pierworodnym synem Mikołaja był Jan. W 2020 roku ukazała się pierwsza w polskiej historiografii monografia Mikołaja Zebrzydowskiego: T.Graff, B. Wołyniec, E.E. Wróbel, Mikołaj Zebrzydowski 1553–1620. Szkic biograficzny, Kraków 2020. W Kalwarii Zebrzydowskiej na rynku stanął natomiast pomnik wojewody. Mikołaj Zebrzydowski został pochowany w Krakowie, na Wawelu.